# Israel Pourel
Israel Pourel, född 1660-talet, död 26 december 1707, var en svensk lutenist i Stockholm.

## Biografi
Israel Pourel föddes på 1660-talet. Han var son till den franska hovspråkmästaren Bertram Pourel och Catharina Grubb (död 1690). Bertram Pourel hade invandrat från Hatrize till Sverige före 1650. Pourel blev tidigt faderlös då hans far misshandlades till döds av Matthias Larsson Falkensten i Stockholm. Efter Pourels död gifte Catharina Grubb om sig med borgmästaren Christoffer von Bergen (död 1717) i Norrköping. Pourel blev antagen i  greve Magnus Gabriel de la Gardies hovkapell 1674. Den 12 februari 1678 skickade De la Gardie ett brev till kyrkoherde Jonas Rudberus i Lidköping, där han bad honom att ta hand om Israel Pourel. Olof Rudbeck den äldre hjälpte honom att få ett musikstipendium på 120 daler kopparmynt, så att han kunde studera vid Uppsala universitet. Pourel skrevs in 16 mars 1681 i teologieklassen vid universitet och studerade där fram till hösten 1682. Enligt Rudbeck var Pourel en av de duktigaste musikstudenter vid denna tid som särskilt ägnade sig åt luta och harpa. 1681 begärde Pourel att få ett dubbelt stipendium av De la Gardie för att kunna fortsätta sina studier vid universitetet. Han sände även med ett intyg från Israel Kolmodin (daterat 15 april 1681), som intygade att han var en skicklig musiker. Den 1 juni 1689 begärde han pengar av sin morbror Samuel Åkerhielm den äldre för att betala en skuld på 300 daler kopparmynt. Pourel avled 26 december 1707 och begravdes på Klara kyrkogård den 9 december 1709.

## Musikverk
- Bevarat manuskript Luthenisten Pourells i Stockholm Stÿcken på 4 fölljande arken (i Wenster G 34) i Lunds universitetsbibliotek, Lund. Musiken är skriven för en fransk luta med 11 kor i barockstämning.[1][2]

1. Gavott
2. Gavott. C'est l'amour av Jean-Baptiste Lully.
3. Gigue av Valentin Strobel.
4. Gavott  Courant immortelle av Ennemond Gaultier.
5. Gavott de luth de mademoiselle Königsmark av Anders von Düben.
6. Utan titel
7. Utan titel Siö Combatt
8. Utan titel Sarabande
9. Gavott i g-moll
10. Gavott av Jean-Baptiste Lully
11. Utan titel Gigue
12. Saraband av Germain Pinel.
13. Gavott
14. Utan titel
15. Utan titel Sarabande Mercure
16. Saraband
17. Courante Gautier
18. Courante la belle Homicide av Ennemond Gaultier.
19. La belle Homicide av Ennemond Gaultier - double av Mouton
20. Courante i C-dur
21. Chaconne de Montespan av Jacques Gallot
22. Gavott av Jan Antonín Losy
23. Saraband
24. Courant av Germain Pinel
25. Gavott i C-dur
26. Saraband
27. F-moll i oktaver